# La Posta
La Posta é uma comuna da província de Córdoba, na Argentina.